# Pośredni Durny Karb
Pośredni Durny Karb (słow. Prostredný pyšný zárez) – przełęcz w Durnej Grani w słowackiej części Tatr Wysokich. Oddziela od siebie dwie Durne Baszty: Zadnią Durną Basztę na północy i Pośrednią Durną Basztę na południu.
Przełęcz jest wyłączona z ruchu turystycznego. Zachodnie stoki Pośredniego Durnego Karbu opadają do Spiskiego Kotła, natomiast wschodnie do Klimkowego Żlebu – dwóch odgałęzień Doliny Małej Zimnej Wody i jej górnego piętra, Doliny Pięciu Stawów Spiskich. Najdogodniejsza droga dla taterników prowadzi z Klimkowego Żlebu i jest znana od dawna. Możliwe jest też wejście na przełęcz od strony Spiskiego Kotła.
Pierwsze wejścia na Pośredni Durny Karb miały miejsce przy okazji pierwszych przejść Durnej Grani.

## Przypisy

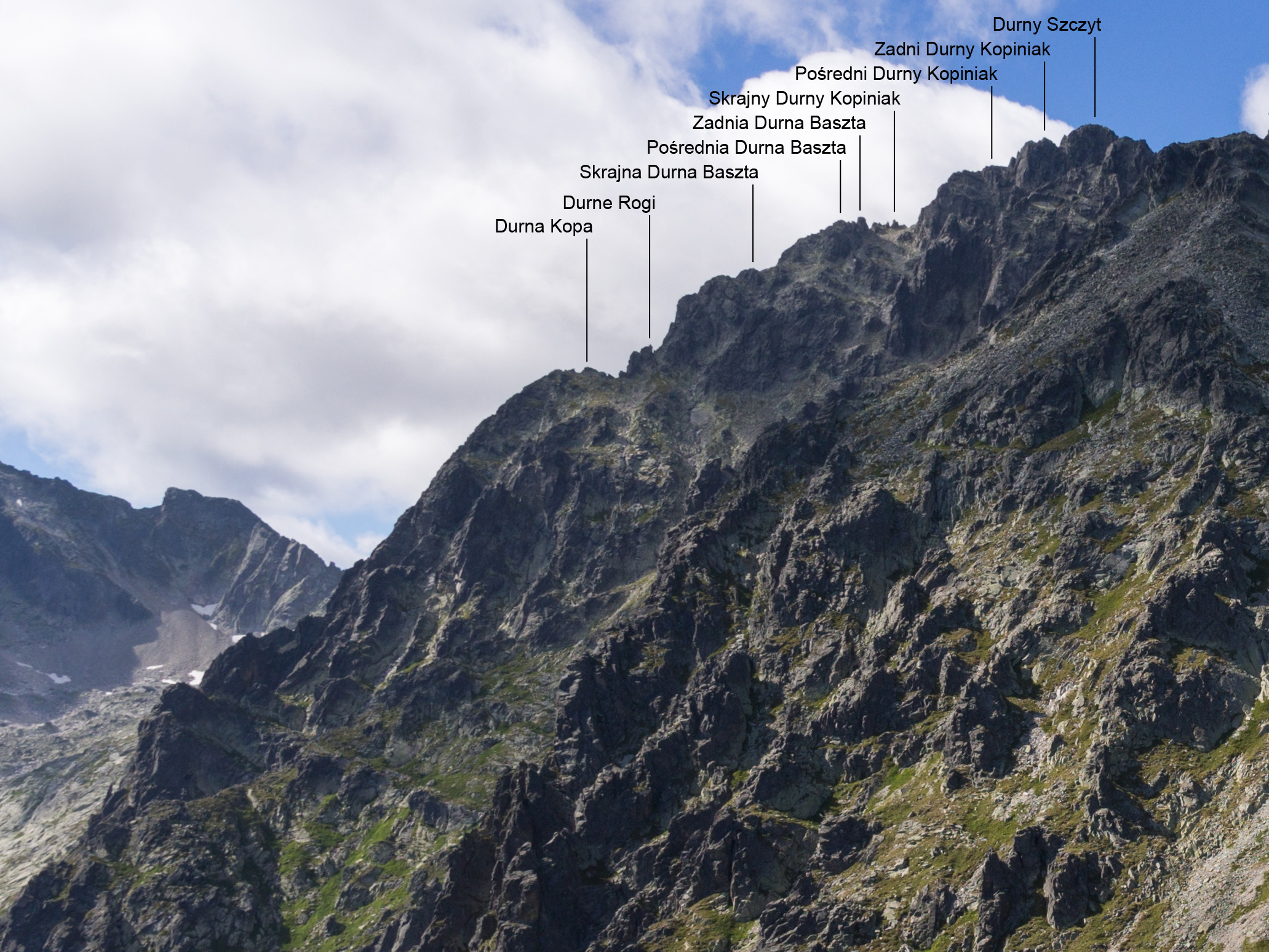
Widok na Durną Grań z Wielkiej Łomnickiej Baszty